# NGC 2463
NGC 2463 је елиптична галаксија у сазвежђу Рис која се налази на NGC листи објеката дубоког неба.
Деклинација објекта је + 56° 40' 37" а ректасцензија 7h 57m 12,2s. Привидна величина (магнитуда) објекта NGC 2463 износи 14,2 а фотографска магнитуда 15,2. NGC 2463 је још познат и под ознакама MCG 10-12-31, CGCG 287-13, ARAK 145, PGC 22291.